# 萊納島
萊納島是俄羅斯的島嶼，屬於法蘭士約瑟夫地群島的一部分，位於卡爾亞歷山大島以東，由阿爾漢格爾斯克州負責管轄，該島直徑14公里，面積140平方公里，最高點海拔高度284米。